# 南亚枇杷
南亚枇杷（学名：Eriobotrya bengalensis），别名云南枇杷（中国树木分类学），为蔷薇科枇杷属下的一个种。分布在印度尼西亚、柬埔寨、越南、泰国、老挝、缅甸、印度等地，生长于海拔1,000米至1,900米的地区，多生长在亚热带常绿阔叶林，目前尚未由人工引种栽培。
其种加词“bengalensis ”意为“孟加拉的”。
现接受名为南亚石斑木（Rhaphiolepis bengalensis (Roxb.) B.B.Liu & J.Wen, 2020）。